# Néstor-Luis Cordero
Néstor Luis Cordero, nasceu em 8 de dezembro de 1937 na cidade de Buenos Aires na Argentina, é um filósofo, escritor e professor universitário, com obras traduzidas em diversos idiomas sendo referência nos estudos acadêmicos de filosofia antiga no Brasil e no mundo. Formou-se na Universidade de Buenos Aires (UBA) em 1973 onde obteve um doutorado em Filosofia e Letras, a partir 1979 passou a residir na França.  Obteve dois doutorados pela Universidade de Paris IV (Sorbonne) e é professor emérito da Universidade de Rennes 1, especializado em filosofia grega. Estudioso dedicado a filosofia pré-socrática, ministrou seminários na França, Itália, Brasil, Argentina e em diversos outros países, sendo membro fundador da Associação Latino Americana de Filosofia Antiga e da Associação Internacional de Filosofia Pré-socrática.

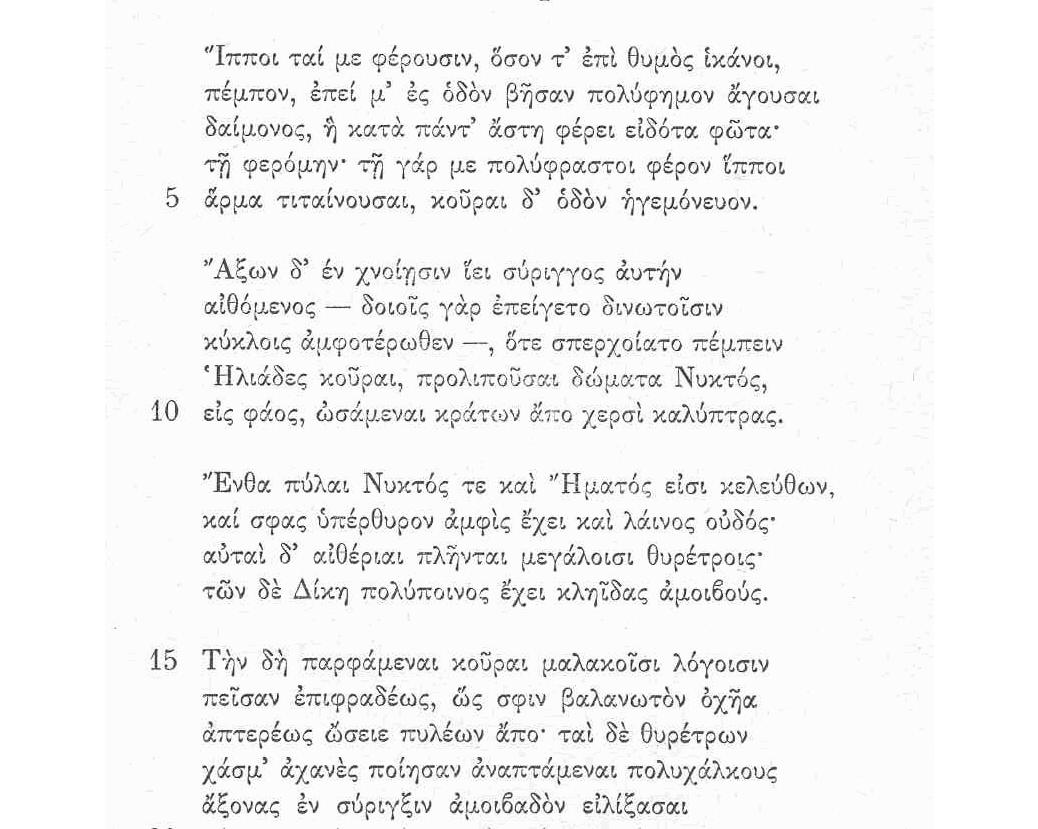
Fragmento de obra de Parmênides

## Obras
É autor de mais de cinquenta artigos na sua especialidade e da tradução para espanhol (Madrid, 1988) e francês (Paris, Flammarion, 1993) do Sofista de Platão. É um dos maiores especialistas mundiais atualmente em Parmênides, autor grego que estuda a mais de 50 anos e que geraram diversas obras, como: Les deux chemins de Parménide (Paris, Vrin, 1984; 2ª ed. 1997), By Being, It Is: The Thesis of Parmenides (2004)  e em italiano, Parmenide scienciato? .
Além de diversas monografias, Cordero dedicou inúmeras outras publicações ao Eleata, algumas das quais não estão mais disponíveis para aquisição, diante disso foi produzida uma obra que contém vinte escritos de Cordero nos originais em francês e espanhol, denominado, Parmenidea: Venti Scritti Sull'eleate E I Suoi 'Eredi': 1 (2019) na sua edição em italiano, que dedica-se à reconstrução do texto dos poemas de Parmênides, bem como à interpretação de seu pensamento e de seus "herdeiros". Cordero argumenta que é necessário não apenas questionar a interpretação clássica de Parmênides, mas também se houve fundamentalmente uma “escola” eleática.

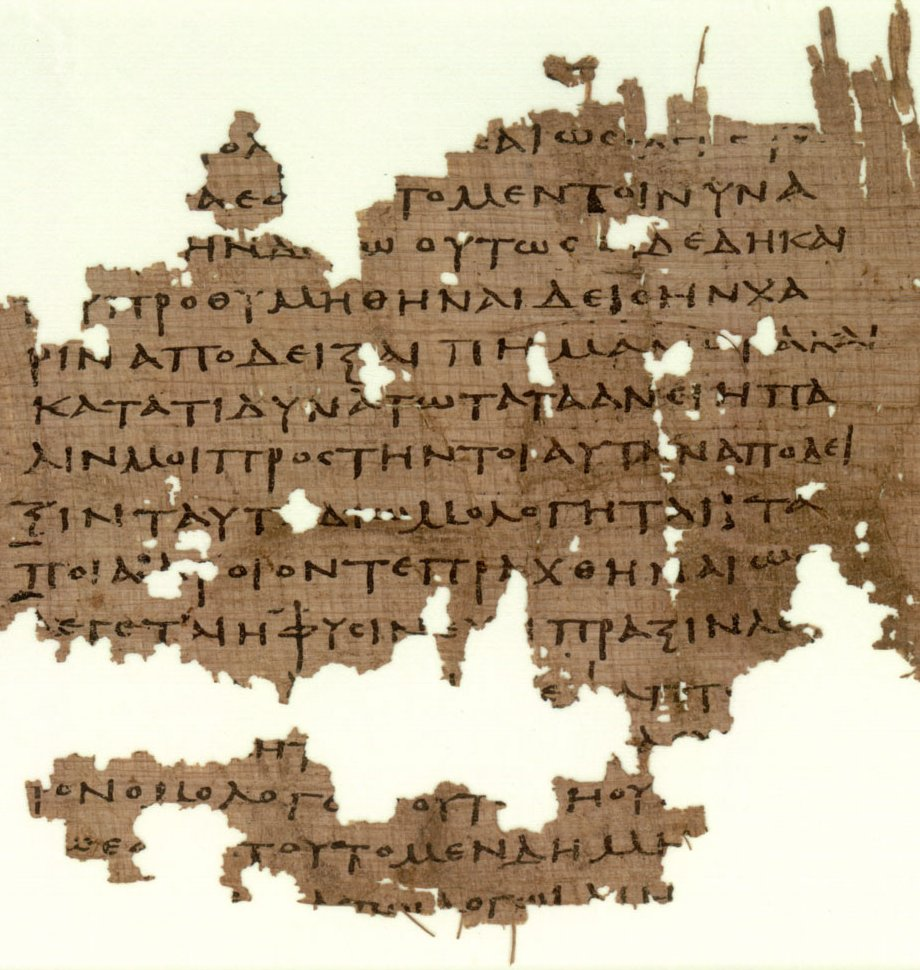
Papiro Oxyrhynchus LII 3679, com fragmento da República de Platão

Ainda sobre Parmênides, foi responsável pela tradução para o inglês, edição e organização dos Anais do Simpósio Internacional sobre a filosofia de Parmênides, realizado em 2007 e que foi sediado na Universidade Nacional de San Martín e coorganizado pelo Instituto HYELE de Estudos Comparativos (Suíça) e pela Parmenides Publishing (Vinculada a Universidade de Chicago, Estados Unidos), que deu origem a obra  "Parmenides, venerable and awesome: Plato, "Theaetetus" 183e proceedings of the international symposium" o evento reuniu acadêmicos de todo o mundo para apresentar seus trabalhos mais recentes e participar de discussões.

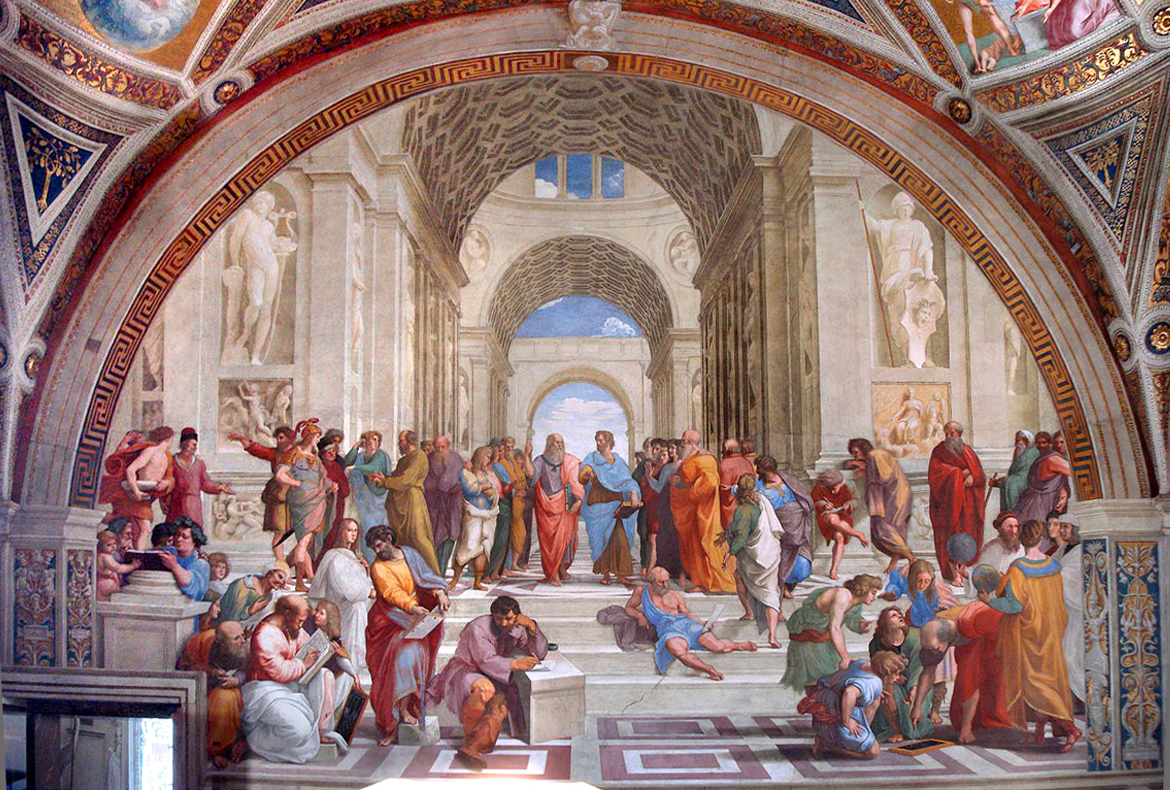
Escola de Atenas de Rafael Sanzio

Foi também responsável pela direção de outras obras coletivas, como Ontologie et Dialogue. Homenagem a Pierre Aubenque (Paris, 2000). Outros livros de sua autoria são: A invenção da filosofia (2008), Quando a realidade palpitava (A concepção dinâmica do ser na filosofia grega) (2014) ; A descoberta da realidade na filosofia grega (2017) . 
É diretor da seção de Estudos de Filosofia Antiga da Universidade Nacional de San Martin (UNSAM) na Argentina. Em janeiro de 2010, o município de Elea (cidade-mãe de Parmênides localizada na província de Salerno na Itália) nomeou-o Primeiro Cidadão Ilustre e Reitor do Colégio de Cidadãos Ilustres como reconhecimento pelos profundos e apurados estudos realizados sobre Parmênides.
Em seu livro Heráclito: uno es todo, todo es uno (Buenos Aires: Ediciones Colihue, 2014) a filosofia de Heráclito (logos, cosmos, dialética, identidade, entre outros) é reesclarecida e atualizada por Néstor, onde além de incluir a tradução de todos os fragmentos recuperados do livro perdido de Heráclito, os quais traduzio-os pessoalmente diretamente do grego antigo para o espanhol, inova ao esclarecer e corrigir os diversos equívocos que vem sendo perpetuados desde a antiguidade sobre a filosofia de Heráclito.

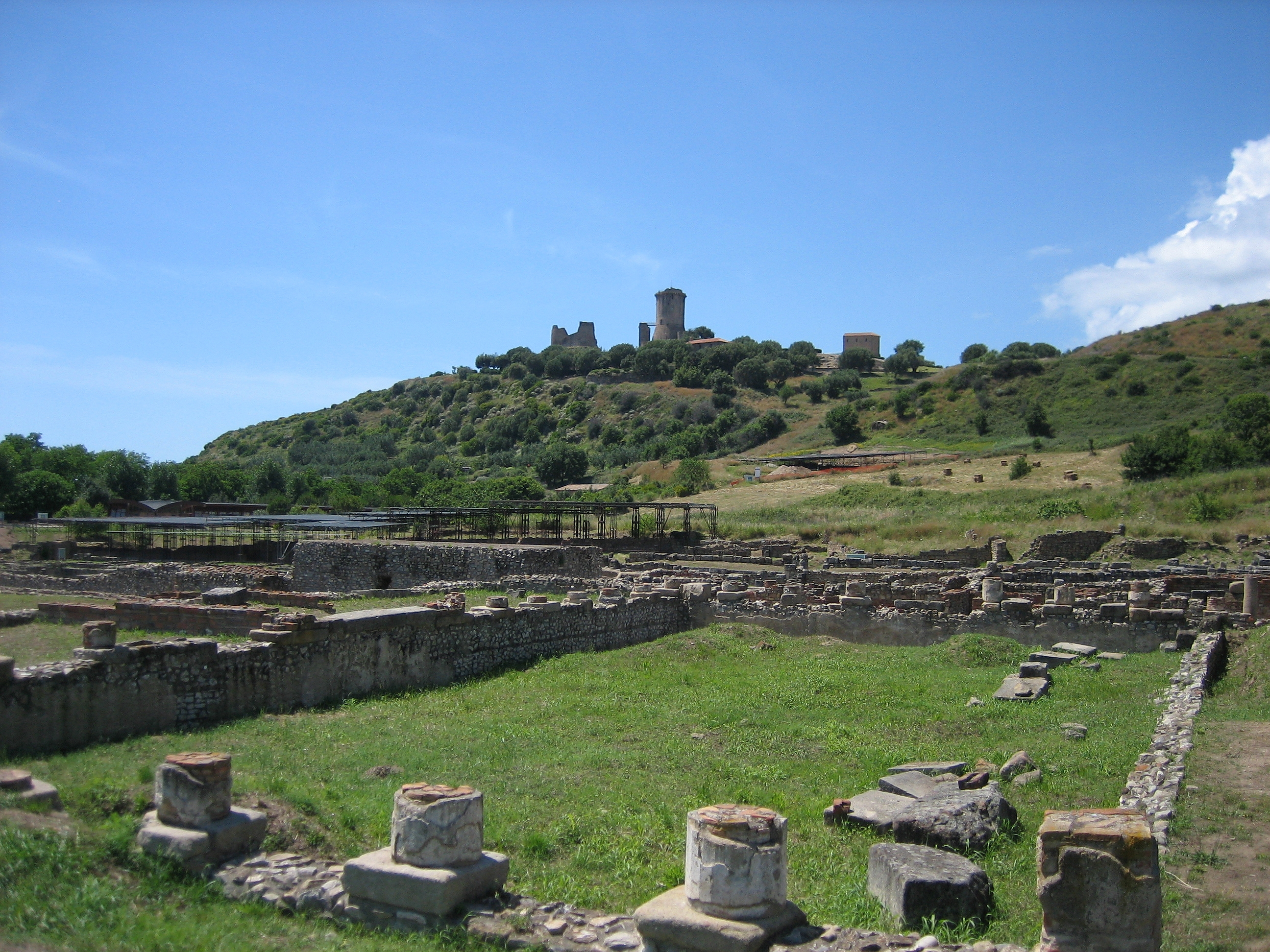
Escavações arqueológicas junto a cidade de Eleia

## Vida pessoal
Em entrevista para o canal Metologia y Epistemologia, Cordero nos raros momentos que se manifesta publicamente sobre sua vida privada, comenta sobre a influência das intervenções militares e como a consequente perseguição sofrida por intelectuais argentinos impactaram na sua decisão de sair da Argentina, período no qual muitos intelectuais latino-americanos se viram obrigados a sair de seus países, exílio de professores este que gerou uma evasão de cérebros no continente.
No Brasil dois livros do autor encontram-se traduzidos e publicados em português, os quais são obras essenciais no estudo da filosofia pré-socrática e antiga e que portanto fundamentam e referenciam diversas pesquisas na área, "A invenção da filosofia" de 2011, traduzida por Eduardo Wolf e "Sendo, Se É. A Tese de Parmênides" também de 2011, ambas publicada pela mesma editora. Também foi responsável pela revisão científica da obra "Filósofos épicos I: Parmênides e Xenófanes: Fragmentos", organizada pela Fundação Biblioteca Nacional (2011) com edição do texto grego, tradução e comentários de Fernando Santoro. Os demais livros e artigos em espanhol pela proximidade do idioma também são acessíveis e encontram-se presentes nos diversos estudos sobre tal temática.